# Crassimarginatella cucullata
Crassimarginatella cucullata is een mosdiertjessoort uit de familie van de Calloporidae. De wetenschappelijke naam van de soort is voor het eerst geldig gepubliceerd in 1898 door Waters.